# ماریا هیسکانن
ماریا هِیسکانِن (فنلاندی: Maria Heiskanen؛ زادهٔ ۲۱ اوت ۱۹۷۰) بازیگر اهل فنلاند است. وی از سال ۱۹۹۱ میلادی تاکنون مشغول فعالیت بوده‌است.
از فیلم‌ها یا برنامه‌های تلویزیونی که وی در آن نقش داشته‌است، می‌توان به بی‌گناهی، لحظه‌های به یادماندنی و روشنایی‌ها در تاریکی اشاره کرد.